# Vidrenjak (Velika Ludina)
Vidrenjak est un village de la municipalité de Velika Ludina (comitat de Sisak-Moslavina) en Croatie. Au recensement de 2011, le village comptait 552 habitants.